# 1228
1228 (MCCXXVIII) a fost un an bisect al calendarului iulian.

## Evenimente
- 23 martie: Papa Grigore al IX-lea confirmă excomunicarea împăratului Frederic al II-lea.
- 25 aprilie: Conrad al IV-lea de Germania devine regele titular de Ierusalim, sub regența tatălui său, împăratul Frederic al II-lea.
- 16 iulie: Francisc din Assisi este canonizat de papa Grigore al IX-lea.
- 7 septembrie: Frederic al II-lea debarcă la Accra.
- 16 noiembrie: Regele Iacob al II-lea al Aragonului decide să atace pe musulmanii din insulele Baleare.

### Nedatate
- iunie: Începe Cruciada a șasea, din inițiativa lui Frederic al II-lea, întârziată datorită fie bolii împăratului, fie excomunicării sale de către papa Grigore al IX-lea; acesta pleacă din Brindisi către Levant.
- Abu Zakariya fondează dinastia Hafsizilor din Tunis, ieșind de sub tutela almohazilor din Spania.
- Germanii fondează orașul Wismar, la Marea Baltică.
- Orașul Reghin, din Transilvania, este pentru prima dată menționat, într-o chartă a regelui Andrei al II-lea al Ungariei.
- Prima mențiune documentară a orașului Reghin. Într-o diplomă emisă în anul 1228 de regele Andrei al II-lea al Ungariei, localitatea este menționată cu denumirea de "Regun".

## Arte, științe, literatură și filozofie
- Papa interzice învățătura lui Aristotel la Universitatea din Paris.

## Nașteri
- 25 aprilie: Conrad al IV-lea de Germania (d. 1254)
- Jacopo da Varazze, arhiepiscop de Genova (d. 1298)
- Wilhelm II conte de Olanda (d. ?)

## Decese
- 9 iulie: Stephen Langton, arhiepiscop de Canterbury (n. 1155)

- Ludovic al III-lea de Wurttemberg (n. ?)
- Robert I de Courtenay, împărat latin de Constantinopol (n. 1219)
- Ștefan I Prvovenčani, conducător sârb (n. ?)
- Vladislav al II-lea, duce de Moravia (n. ?)

## Înscăunări
- 25 aprilie: Conrad al II-lea, ca rege al Ierusalimului (1228-1254)
- 5 mai: Ladislau al III-lea, duce de Cracovia.
- ianuarie: Balduin al II-lea, împărat de Constantinopol (1228-1261)
- Amedeo al IV-lea, conte de Savoia.
- Geoffroi al II-lea de Villehardouin, principe de Ahaia (1228-1245)